# Desmodus stocki
Desmodus stocki — вид родини листконосові (Phyllostomidae), ссавець ряду лиликоподібні (Vespertilioniformes, seu Chiroptera).
D. stocki менший ніж D. draculae але більший за D. rotundus. Залишки D. stocki були знайдені в Мексиці та на півдні США у плейстоценових місцях розкопок.